# Prefektura Nara
Prefektura Nara (奈良県, Nara-ken) je prefektura Japonske v regiji Kansai na otoku Honšu. Od leta 2020 ima prefektura Nara 1.321.805 prebivalcev  in ima geografsko območje veliko 3691 kvadratnih kilometrov. Prefektura Nara na severu meji na prefekturo Kjoto, na severozahodu na prefekturo Osaka, na jugozahodu na prefekturo Vakajama in na vzhodu na prefekturo Mie.
Nara je glavno in največje mesto prefekture Nara z drugimi večjimi mesti, vključno s Kašiharo, Ikomo in Jamatokōrijamo. Prefektura Nara je v središču polotoka Kii na japonski obali Tihega oceana in je ena od le osmih neobalnih prefektur. Za prefekturo Nara je značilno, da ima več znamenitosti na seznamu Unescove svetovne dediščine kot katera koli druga prefektura na Japonskem.

## Zgodovina
Regija prefekture Nara velja za eno najstarejših regij na Japonskem, saj obstaja že več tisoč let in jo mnogi obravnavajo kot japonsko zibelko civilizacije. Tako kot Kjoto je bila tudi Nara ena najzgodnejših prestolnic cesarske Japonske. Sedanja oblika prefekture Nara je bila uradno ustanovljena leta 1887, ko je postala neodvisna od prefekture Osaka.
V zgodovini je bila prefektura Nara znana tudi kot Jamato-no-kuni ali provinca Jamato.

### Do obdobja Nara
Od 3. do 4. stoletja je ob vznožju gore Miva, vzhodno od kotline Nara, obstajala slabo dokumentirana politična sila. Prizadevala si je za združitev večine delov Japonske. Od zgodovinskega začetka Japonske je bil Jamato njeno politično središče.
Na ozemlju Nara so bile zgrajene starodavne prestolnice Japonske, in sicer Asuka-kjō, Fudživara-kjō (694–710)  in Heidžō-kjō (večina 710–784). Glavni mesti Fudživara in Heidžō naj bi bili oblikovani po takratnih kitajskih prestolnicah in sta vključevali vzorce mrežne postavitve. Kraljevi dvor je prav tako vzpostavil odnose s Kitajsko iz dinastije Sui in nato Tang ter poslal ljudi v Srednje kraljestvo, da bi se učili visoke civilizacije. Do 7. stoletja je Nara sprejela številne priseljence, vključno z begunci iz Baekjeja, ki so pobegnili pred vojnimi nemiri na južnem delu Korejskega polotoka. V današnjem mestu Nara (710–784 n. št.) je cvetela prva visoka civilizacija s kraljevim pokroviteljstvom nad budizmom.

### Nara v obdobju Heian
Leta 784 se je cesar Kanmu odločil preseliti prestolnico v Nagaoka-kjō v provinci Jamaširo, čemur je leta 794 sledila še ena selitev v Heian-kjō, kar je označilo začetek obdobja Heian. Templji v Nari so ostali močni tudi zunaj selitve političnega središča, kar je Nari dalo sinonim za Nanto (kar pomeni »južna prestolnica«) v nasprotju s Heian-kjō, ki je na severu. Proti koncu obdobja Heian je oče Taira no Šigehiri, sinu Taira no Kijomoriju naročil, naj zmanjša moč različnih strank, predvsem Kofuku-dži in Todai-dži, ki sta podpirali opozicijsko skupino, ki jo je vodil Princ Močihito. Gibanje je privedlo do trka med templjema Taira in Nara leta 1180. Ta spopad je na koncu privedel do požara Kofuku-dži in Todai-dži, kar je povzročilo veliko uničenje arhitekturne dediščine.

### Srednjeveška Nara
Ob vzponu klana Minamoto na vladajoči položaj in odprtju šogunata Kamakura je Nara uživala podporo Minamota no Joritoma pri obnovi. Kofuku-dži, ki je bil »domači tempelj« Fudživarov od njegove ustanovitve, ni samo ponovno pridobil moči, ki jo je imel prej, ampak je postal de facto regionalni poglavar province Jamato. Z rekonstrukcijo Kōfuku-džija in Tōdai-džija je v bližini obeh templjev spet raslo mesto.
Obdobje Nanboku-čō, ki se je začelo leta 1336, je v Naro prineslo več nestabilnosti. Ko je cesar Go-Daigo za svojo bazo izbral okrožje Jošino, je v Kofuku-džiju izbruhnil boj za oblast s skupino, ki je podpirala jug, druga pa je bila na strani severnega dvora. Prav tako so bili lokalni klani razdeljeni na dva dela. Kofuku-dži je za kratek čas obnovil nadzor nad provinco ob predaji južnega dvora leta 1392, medtem ko je notranja igra moči samega templja odprla pot lokalnim samurajskim klanom, da so se pojavili in se postopoma bojevali med seboj pridobijo lastna ozemlja, s čimer zmanjšajo vpliv Kofuku-dži na splošno.

### Obdobji Sengoku in Edo do danes
Kasneje se je celotna provinca Jamato potegnila v zmedo obdobja Sengoku. Todai-dži je bil ponovno požgan leta 1567, ko se je Matsunaga Hisahide, ki ga je Oda Nobunaga kasneje imenoval za gospodarja province Jamato, boril za prevlado proti svoji nekdanji družini Mijoši. Sledila so kratka imenovanja Cucuija Džukeija in Tojotomija Hidenage s strani Tojotomija Hidejošija za lorda, šogunat Tokugava pa je na koncu neposredno vladal mestu Nara in večini delov province Jamato z nekaj fevdalnimi gospodi, dodeljenimi v Kōrijami, Takatoriju in drugih krajih. Z razvojem industrije in trgovine v 18. stoletju je bilo gospodarstvo province vključeno v uspešno Osako, komercialno prestolnico Japonske v tistem času.
Ekonomska odvisnost od Osake je celo značilna za današnjo prefekturo Nara, saj se številni prebivalci vozijo v Osako, da tam delajo ali študirajo.
8. julija 2022 je bil nekdanji premier Šinzo Abe umorjen med kampanjo v Nari.
- Kōfuku-dži
- Rdeče jesensko listje v Jošinu
- Obnovljen stolpič gradu Kōrijama
- Hōrjū-dži s cvetočimi češnjami, Ikaruga
- Kip v Tōdai-dži

### Ustanovite prefekture Nara
Prva prefektura (na kratko -fu leta 1868, 15. aprila 1943 pa je Nara postala neodvisna. -ken večino časa)  z imenom Nara je bila ustanovljena v obnovi Meidži leta 1868 kot naslednica šogunatske uprave šogunata mesto in šogunska zemljišča v Jamatu. Po ukinitvi sistema han leta 1871 je bila Nara združena z drugimi prefekturami in očiščena bivših / enklav, da bi zajela celotno provinco Jamato. Leta 1876 je bila Nara združena v Sakai, ki je leta 1881 postala del Osake. Leta 1887 je Nara ponovno postala neodvisna. Istega leta je bila izvoljena prva prefekturna skupščina Nare, ki je svojo prvo sejo začela leta 1888 v galeriji glavne dvorane templja Todai-dži.
V Veliki Meidži združitvi leta 1889, ki je vse (takrat 45) prefektur razdelila na sodobne občine, je bilo 16 okrožij prefekture Nara razdeljenih na 154 občin: 10 mest in 144 vasi. Prvo mesto v Nari je bilo ustanovljeno šele leta 1898, ko je mesto Nara iz okrožja Soekami postalo neodvisno od okrožja in postalo mesto Nara.

## Geografija
Prefektura Nara je del japonske regije Kansai (tudi Kinki) in leži sredi polotoka Kii na zahodni polovici Honšuja. Prefektura Nara nima izhoda na morje. Na zahodu meji na prefekturo Vakajama in prefekturo Osaka; na severu je prefektura Kjoto in na vzhodu prefektura Mie.
Prefektura Nara meri 78,5 kilometrov od vzhoda proti zahodu in 103,6 kilometre od severa proti jugu.
Večino prefekture pokrivajo gore in gozdovi, tako da ostane naseljeno območje le 851 kvadratnih kilometrov. Razmerje med naseljeno površino in skupno površino je 23 %, uvrščeno na 43. mesto med 47 prefekturami na Japonskem.
Prefekturo Nara razpolavlja japonska srednja tektonska linija (STL), ki poteka skozi njeno ozemlje od vzhoda proti zahodu, vzdolž reke Jošino. Na severni strani STL je tako imenovana notranja cona, kjer aktivni prelomi, ki potekajo od severa proti jugu, še vedno oblikujejo pokrajino. Gorovje Ikoma na severozahodu tvori mejo s prefekturo Osaka. Kotlina Nara, ki leži vzhodno od teh gora, vsebuje največjo koncentracijo prebivalstva v prefekturi Nara. Bolj vzhodno so gore Kasagi, ki ločujejo kotlino od višavja Jamato.
Južno od MTL je zunanja cona, ki obsega gorovje Kii, ki zavzema približno 60 % kopenske površine prefekture. Pogorje Ōmine je v središču gorovja Kii, poteka od severa proti jugu, s strmimi dolinami na obeh straneh. Najvišja gora v prefekturi Nara in tudi v regiji Kansai je gora Hakkjo. Na zahodu, ki ločuje prefekturo Nara od prefekture Vakajama, je pogorje Obako z vrhovi okoli 1300 metrov. Na vzhodu, ki meji na prefekturo Mie, je pogorje Daikō, vključno z goro Ōdaigahara. Ta gorata regija je tudi dom svetovne dediščine, Sveta mesta in romarske poti v gorovju Kii.
Približno 17 % celotnega ozemlja prefekture je označeno kot ozemlje narodnega parka, ki obsega narodne parke Jošino-Kumano, Kongō-Ikoma-Kisen, Kōja-Rjūdžin, Murō-Akame-Aojama in kvazinacionalne parke Jamato-Aogaki; in prefekturne naravne parke Cukigase-Kōnojama, Jata in Jošinogava-Cuboro.

### Podnebje
V kotlini Nara ima podnebje celinske značilnosti, ki se kažejo v večjih temperaturnih razlikah v istem dnevu ter razliki poletnih in zimskih temperatur. Zimske temperature so v povprečju približno 3 do 5 °C in 25 do 28 °C poleti, najvišje pa dosežejo blizu 35 °C. Lokalni meteorološki observatorij Nara ni zabeležil niti enega leta v zadnjem desetletju (od 1990 do 2007), v katerem bi bilo več kot 10 dni sneženja.
Podnebje v preostalem delu prefekture je gorato, zlasti na jugu, kjer je pozimi najnižja temperatura pod –5 °C. Poleti opazimo obilne padavine. Skupna letna količina padavin znaša od 3000 do 5000 milimetrov, kar je med najmočnejšimi na Japonskem.
Pomlad in jesen sta zmerni. Gorsko območje Jošino je bilo priljubljeno tako v zgodovini kot danes zaradi svojih češnjevih cvetov spomladi. Jeseni so južne gore enako osupljive s spremembo hrastovih dreves.

## Demografija
Po popisu prebivalstva Japonske iz leta 2005 ima prefektura Nara 1.421.310 prebivalcev, kar je zmanjšanje za 1,5 % od leta 2000.
Zmanjšanje se je nadaljevalo v letu 2006, s ponovnim zmanjšanjem za 4987 ljudi v primerjavi z letom 2005. To vključuje naravni upad in zmanjšanje zaradi neto domače migracije, ki so odšli iz prefekture, in zmanjšanje registriranih tujcev. Neto domače migracije so se od leta 1998 spremenile v stalen odhodni trend. Največji cilji migracij v letu 2005 so bile prefekture Kjoto, Tokio in Hjogo, kamor se je preselilo neto 1.130.982. Največja vhodna migracija je bila iz prefekture Nigata, kar je prispevalo k neto povečanju. 

## Gospodarstvo
Celotni bruto proizvod prefekture (GPP) za Naro je leta 2004 znašal 3,8 bilijona jenov, kar je 0,1-odstotna rast v primerjavi s prejšnjim letom. Dohodek na prebivalca je znašal 2,6 milijona jenov, kar je 1,3 % manj kot leto prej. Celotni bruto proizvod prefekture (GPP) za Naro je leta 2004 znašal 3,8 bilijona jenov, kar je 0,1-odstotna rast v primerjavi s prejšnjim letom. Proizvodnja ima največji delež v GPP Nara z 20,2% deleža, sledijo storitve (19,1%) in nepremičnine (16,3%). Delež kmetijstva, vključno z gozdarstvom in ribištvom, je bil le 1,0 %, samo nad rudarstvom, ki v Nari skorajda ne obstaja.
- Vlada prefekture turizem obravnava kot eno najpomembnejših značilnosti Nare zaradi njenega naravnega okolja in zgodovinskega pomena.
- Nara je znana po kakiju. Jagode in čaj so nekateri drugi priljubljeni izdelki prefekture, medtem ko riž in zelenjava, vključno s špinačo, paradižnikom, jajčevci in drugimi, prevladujejo glede na količino proizvodnje.
- Nara je center za proizvodnjo pripomočkov, ki se uporabljajo pri dirigiranju tradicionalnih japonskih umetniških oblik. Slikarski čopič in tuš (sumi) sta najbolj znana izdelka Nare za kaligrafijo. Lesen ali bambusov pribor, zlasti iz območja Takajama (v mestu Ikoma), so znani izdelki za slovesnost pitja čaja.
- Zlate ribice iz Jamatokōrijame v Nari so tradicionalni proizvod ribogojstva že od 18. stoletja.
- Zaradi svoje bogate zgodovine je Nara tudi lokacija številnih arheoloških izkopavanj, med katerimi je veliko znanih v vasi Asuka.

## Kultura
Kultura Nare je vezana na regijo Kansai, v kateri leži. Vendar pa ima Nara, tako kot vsaka druga prefektura, edinstvene vidike svoje kulture, katere deli izhajajo iz njene dolge zgodovine, ki sega v obdobje Nara.

### Narečje
Obstajajo velike razlike v narečju med severno/osrednjo regijo prefekture, kjer je mesto Nara in okrožjem Okunoja na jugu. Severno/osrednje narečje je blizu narečju Osake, medtem ko narečje Okunoje daje prednost tokijskemu naglasu. Podaljševanje samoglasnikov v narečju Okunoja ni vidno v drugih narečjih regije Kinki, zaradi česar je posebna značilnost.

### Kultura hrane
Živila, značilna za prefekturo Nara, so:
- Kasuzuke (粕漬け), tudi kasu-zuke, je japonska jed, pripravljena z vlaganjem rib ali zelenjave v drožeh (ostanki kvasa in drugih oborin) sakeja, znana kot sake kasu.
- Miva somen, vrsta zelo tankih pšeničnih rezancev, manj kot 1,3 mm v premeru.
- Čagaju, riževa kaša iz zelenega čaja
- Kakinoha zuši, suši, ovit v lističe kakija je zelo stara in tradicionalna vrsta sušija, za katero je značilna fermentacija ali vlaganje sušija.
- Meharizuši, riževe kroglice, zavite v vložene liste takane (Rjava indijska gorčica  Brassica juncea)

### Tradicionalna umetnost
Minister za gospodarstvo, trgovino in industrijo priznava naslednje kot tradicionalne umetnosti Nare:
- Pribor za pitje čaja iz Takajame (kategorija izdelkov iz bambusa, priznana leta 1975)
- Čopiči za kaligrafijo iz Nare (kategorija pisalne potrebščine, priznana leta 1977)

### Muzeji
- Narodni muzej Nara
- Muzej palače Heidžō
- Muzej umetnosti prefekture Nara
- Muzej arheološkega inštituta Kašihara

## Turizem
V prefekturi Nara je veliko džijev (šintoistično svetišče), budističnih templjev in kofunov (megalitskih grobnic), zaradi česar je središče turizma. Poleg tega je v glavnem mestu Nara veliko območij svetovne dediščine, kot sta tempelj Todai-dži in svetišče Kasuga.

### Kraji svetovne dediščine Unesca
| Hurju-dži | 法隆寺 |
| Hoki-dži  | 法起寺 |

| Todai-dži       | 東大寺   |
| Kofuku-dži      | 興福寺   |
| Svetišče Kasuga | 春日大社 |
| Gango-dži       | 元興寺   |
| Jakuši-dži      | 薬師寺   |
| Tošodai-dži     | 唐招提寺 |
| Palača Heidžo   | 平城宮跡 |
| Šoso-in         | 正倉院   |

| Območje     |                          |
| Gora Jošino | Kinpusen-dži             |
| Gora Jošino | Svetišče Jošino Mikumari |
| Gora Jošino | Svetišče Kinpu           |
| Gora Jošino | Svetišče Jošimizu        |
| gora Omine  | Ominesan-dži             |

| Asuka-dera      | 飛鳥寺   |
| Čūgū-dži        | 中宮寺   |
| Hase-dera       | 長谷寺   |
| Hōrin-dži       | 法輪寺   |
| Murō-dži        | 室生寺   |
| Saidai-dži      | 西大寺   |
| Šin-Jakuši-dži  | 新薬師寺 |
| Južni Hokke-dži | 南法華寺 |
| Taima-dera      | 当麻寺   |

| Isonokami Džingu  | 石上神宮 |
| Svetišče Kašihara | 橿原神宮 |
| Svetišče Danzan   | 談山神社 |
| Svetišče Ōmiva    | 大神神社 |
| Svetišče Ōjamato  | 大和神社 |

| Dorogava | 洞川温泉   |
| Šionoha  | 入之波温泉 |
| Kamiju   | 上湯温泉   |
| Tocukava | 十津川温泉 |

| Spomeniki Asuka-Fudžiwara, predlagana za vpis na seznam svetovne dediščine Unesca |            |
| Grobnica Išibutai                                                                 | 石舞台古墳 |
| Grobnica Kitora                                                                   | キトラ古墳 |
| Grobnica Takamacuzuka                                                             | 高松塚古墳 |
| Grobnica Hašihaka                                                                 | 箸墓古墳   |
| Grobnice Umami                                                                    | 馬見古墳群 |
| Sakafuneiši dediščina                                                             | 酒船石遺跡 |

| Spomeniki Asuka-Fudžiwara, predlagana za vpis na seznam svetovne dediščine Unesca |            |
| Grobnica Išibutai                                                                 | 石舞台古墳 |
| Grobnica Kitora                                                                   | キトラ古墳 |
| Grobnica Takamacuzuka                                                             | 高松塚古墳 |
| Grobnica Hašihaka                                                                 | 箸墓古墳   |
| Grobnice Umami                                                                    | 馬見古墳群 |
| Sakafuneiši dediščina                                                             | 酒船石遺跡 |

| Nara Park                            | 奈良公園             |
| Narodni park Jošino-Kumano           | 吉野熊野国立公園     |
| Kvazi narodni park Kongō-Ikoma-Kisen | 金剛生駒紀泉国定公園 |
| Kvazi narodni park Kōja-Rjūdžin      | 高野龍神国定公園     |
| Kvazi narodni park Murō-Akame-Aojama | 室生赤目青山国定公園 |
| Kvazi narodni park Jamato-Aogaki     | 大和青垣国定公園     |